# Saint-Martin-de-Goyne
Saint-Martin-de-Goyne is een gemeente in het Franse departement Gers (regio Occitanie) en telt 109 inwoners (1999). De plaats maakt deel uit van het arrondissement Condom.

## Geografie
De oppervlakte van Saint-Martin-de-Goyne bedraagt 5,6 km², de bevolkingsdichtheid is 19,5 inwoners per km².
De onderstaande kaart toont de ligging van Saint-Martin-de-Goyne met de belangrijkste infrastructuur en aangrenzende gemeenten.

## Demografie
Onderstaande figuur toont het verloop van het inwonertal (bron: INSEE-tellingen).